# Nombre de Kutateladze
Le nombre de Kutateladze {\displaystyle (K)} est un nombre sans dimension utilisé en mécanique des fluides diphasique pour caractériser les écoulements, en particulier ceux à contre-courant.
On le définit de la manière suivante :
{\displaystyle K=j{\sqrt {\frac {\sqrt {\rho }}{\sigma g\Delta \rho }}}}
avec :
- j - Vitesse superficielle (m/s)
- ρ - Masse volumique (kg/m3)
- σ - Tension superficielle (N/m)
- g - Accélération de pesanteur (m/s2)